# ヴェストファーレン福音主義教会
座標: 北緯52度01分 東経08度31分 / 北緯52.017度 東経8.517度
ヴェストファーレン福音主義教会（ドイツ語:  Evangelische Kirche von Westfalen ）(EKvW)はドイツ福音主義教会 (EKD)に加盟する20の州教会の一つである。他の州教会と同様に、ヴェストファーレン福音主義教会も公法上の社団である。州教会事務局をノルトライン・ヴェストファーレン州のビーレフェルトに置いている。ヴェストファーレン福音主義教会には約200万(2022年12月現在) の教会員がおり、26の教会地区と442の教会共同体によって運営されている。ヴェストファーレン福音主義教会はルター派と改革派教会による合同教会であり、福音主義合同教会 (UEK)に加盟している。神学アカデミーと呼ばれる州教会研修所がウナ郡シュヴェルテにあり、州教会が設立した教会音楽専門大学がヘルフォルトにある。

## 州教会管轄地域
かつてのプロイセン王国ヴェストファーレン州(1918年までプロイセン王国、1918年から1946年までプロイセン州ヴェストファーレン行政管区)だった地域が、ヴェストファーレン福音主義教会の管轄地域である。第2次世界大戦後、ノルトライン・ヴェストファーレン州が設立され、 アルンスベルク行政管区、デトモルト行政管区 (リッペ郡を除く)、ミュンスター行政管区がこの州教会の管轄地域になっている。プロイセン王国ヴェストファーレン州領邦教会時代の管轄地域とは一部異なっている。ニーダーザクセン州の自治体であるディープホルツ郡シュテムスホルンとオスナブリュック郡バート・エッセンのビュッシャーハイデ地区は、今日はヴェストファーレン福音主義教会の管轄地域になっている。ノルトライン・ヴェストファーレン州のホーホザウアーラント郡ハレンベルクの住民はヘッセン＝ナッサウ福音主義教会 ブロムスキルヒェン教会共同体に属している。ラインラント＝プファルツ州のアルテンキルヒェン郡ムダースバッハとブラヒバッハはヴェストファーレン福音主義教会の管轄地域(ジーゲン教会地区ニーダーシェルデン教会共同体)に属している。リッペ郡はヴェストファーレンの飛び地リュクデのような一部を除いてリッペ侯国に属していたため、ヴェストファーレン福音主義教会ではなくリッペ州教会の管轄地になっている。

## 歴史

### 宗教改革導入
ヴェストファーレン福音主義教会の管轄地は1800年以前において、有力領邦に組み込まれなかったため、複雑な変遷を経ており、宗教改革がかなり早くに導入された地域を含んでいた。歴史的には神聖ローマ帝国ヴェストファーレン・クライスに属し、聖界諸侯ケルン大司教領、ヴェストファーレン公国、ミュンスター大司教領、パーダーボルン司教領、ミンデン司教領、マルク伯領 (1524年以降に宗教改革導入)、ラーヴェンスベルク伯領 (1541年以降に宗教改革導入)とナッサウ‐ジーゲン伯領に分かれていた。聖界諸侯領ミンデン司教領の大半の住民は宗教改革の影響を受けずローマ・カトリック教会の信仰を守り続けたが、ヴェストファーレンの大半の地域は宗教改革を受容し、ルター派が大きな力をもった。しかし、ジーゲンとその周辺のジーガーラント、ヴィトゲンシュタイン伯領、テックレンブルク伯領(現在のジーゲン＝ヴィトゲンシュタイン郡)は宗教改革導入時に、改革派教会の影響を強く受けた。宗教改革導入に際して、この地域にある諸都市が大きな役割を担った。例えば、ミンデン、ヘルフォルト、ゾーストとドルトムントのような都市である。

### プロイセン王国への併合と合同教会成立
マルク伯領、ラーヴェンスベルクとミンデンは17世紀、テックレンブルクは18世紀にブランデンブルク＝プロイセンに併合され、その周辺地域も1803年の帝国代表者会議主要決議以降、もしくはフランス支配が終わった1815年のウィーン会議終了以降プロイセン王国に併合され、ミュンスターを県都とするプロイセン王国ヴェストファーレン県に組み込まれた。
この時代において、ヴェストファーレン県の教会組織が形成された。宗務局がミュンスターに置かれた。プロイセンにおける福音主義教会の教会統治者(summus episcopus)はヴェストファーレン県においてもホーエンツォレルン家出身のプロイセン王であった。
1817年の宗教改革記念祭に際して、フリードリヒ・ヴィルヘルム3世はルター派と改革派教会を合同したプロイセン福音主義教会の結成を命じた。この合同教会成立によって、プロイセンの福音主義信徒は聖餐を共にすることになった。このプロイセン王の命令はルター派と改革派教会共同体において幅広く支持された結果、合同に関する協定が結ばれ、礼拝だけでなく教会法的にも一緒になった。ナッサウとバーデンでの教会合同時とは違い、プロイセンにおける教会合同に際して、強い批判が起きたため、ルター派と改革派教会の信仰告白を一つにした教憲を制定することが出来なかった。ルター派と改革派教会共同体は自派固有の信仰告白をそのまま保持しながら、プロイセン王国内において、合同福音主義教会であるプロイセン福音主義教会が成立した。教会名称は何度も変更されるが、1922年になって古プロイセン合同福音主義教会と言う名称に落ち着くことになった。1921年以前の段階で、プロイセン州の福音主義教会はブランデンブルク (ベルリンを含む)、東プロイセン、ポンメルン、ポーゼン、ザクセン、シュレージエン、西プロイセン、ヴェストファーレンというキルヘンプロヴィンツ(教会州)ごとに分けられていた。キルヘンプロヴィンツごとに役員会が置かれ、教会運営を担っていた。ヴェストファーレンの場合、ミュンスターに宗務局が置かれ運営された。1819年にリップシュタットでヴェストファーレン・キルヘンプロヴィンツ(教会州)教会総会が開催され、プレゼスと呼ばれる総会議長が選出された。しかしながら、実際の教会運営はミュンスターにいる宗務局が担った。当初のヴェストファーレン・キルヘンプロヴィンツ(教会州)議長職は兼職であったが、その後、常勤職になった。
1835年3月、ヴェストファーレン・キルヘンプロヴィンツ(教会州)教会はラインラント教会と共に教憲を採択した。1855年に教憲に信仰告白条項が導入され、ルター派、改革派教会、合同教会の信仰告白が併存する形で明記されたため、合同教会であっても個々の教会共同体は従来の信仰告白を保持することになった(ルター派教会共同体は合同教会加入後もルター派信仰告白をそのまま保持した)。キルヘンプロヴィンツ(教会州)教会宗務局と議長がミュンスターに常置する形で、教会運営が行われていた。当時、牧師のトップとして霊的指導をする総地区長(Generalsuperintendent)と信徒代表としての総会議長職が置かれた。
1850年にプロイセン福音主義教会の最高宗務局(EOK)がベルリンに置かれた。プロイセン王国は1864年にシュレスヴィヒおよびホルシュタイン公国、1866年には、ヘッセン、ナッサウとハノーファーを併合したが、これらの領邦にあった福音主義教会は独立を維持し、プロイセンの合同教会組織には組み込まれなかった。

### プロイセン州時代(ヴァイマル共和政期及びナチス・ドイツ期)
第1次世界大戦後、ドイツ帝国が終焉すると同時に、領主による教会支配も終わった。その結果、プロイセンの領邦教会は、教会統治の変更を強いられた。古プロイセン領邦教会は1922年に新教憲を制定し、古プロイセン合同福音主義教会(EKapUもしくはApU）と改称した。さらにキルヘンプロヴィンツ(教会州地区)の組織は民主化された。1922年以降、9つのそれぞれのキルヘンプロヴィンツ(教会州地区)は常議員会の下で運営されるようになった。常議員は地区総会で投票によって選出された。教会宗務局はキルヘンプロヴィンツ(教会州地区)の運営機関になり、高位聖職者である総地区長と実務家たちによって構成された。総地区長は役員会議長と教会総会議長を兼ねる大きな権限が与えられていた。教会運営変更のための教憲改正が1923年11月6日に可決され、1924年12月1日に施行された。
ナチス・ドイツの統治時期において、ヴェストファーレンの福音主義教会は数少ない無傷の教会と見なされていた。教会内の親ナチス勢力のドイツ的キリスト者はこの地域では影響力を長く持たなかったからである。1933年から1936年の3年間だけ、ドイツ的キリスト者でナチ党員ブルーノ・アドラーがヴェストファーレン教会監督として統治した。
第2次世界大戦後の1947年におこなわれたプロイセン州の解消後も、古プロイセン合同福音主義教会に属する6州教会はそれぞれの独立を保った。それらは全てドイツ福音主義教会 (EKD)に加盟した。

### 1945年以降
1945年6月13日に、教会名称をヴェストファーレン福音主義教会に変更し、1953年12月1日に新教憲を採択し、翌1954年4月1日に施行した。キルヘンプロヴィンツ(教会州地区)時代に3人いた最高責任者は、戦後の再出発後はプレゼス(議長)1人にまとめられた。戦後、最初のプレゼス(議長)に就任したのはクラウス・コッホであった。彼は1927年から1934年まで総会議長を務めており、ドイツ的キリスト者による議長解職後は1934年から1945年までこの地の告白教会の指導者であった。事務部門もミュンスターからビーレフェルトに移転し州教会事務局という名称になった。州教会本部事務局はビーレフェルトに新庁舎を建設し、1956年4月26日に献堂式がおこなわれた。
1945年8月31日、ヘッセン州トライザで古プロイセン合同主義福音教会に属していた州教会が集まり、加盟教会間の結びつきを緩める協定を結んだ。1951年に新たな教憲を制定したが、1953年に東ドイツ政府から圧力を受けてその「古プロイセン」という名称を抹消した上で、福音合同教会(EKU)という名称で、ドイツ福音主義教会 (EKD)に加わることになった。2003年に福音合同教会(EKU)は他の合同教会州教会と共に新たな州教会連合組織である福音主義合同教会を結成した。その教会事務局は当初ベルリンに置かれたが、2008年にはドイツ福音主義教会(EKD)事務局に統合された。
第2次世界大戦中、牧師たちもドイツ国防軍に召集され、従軍牧師として戦地に向かった。1945年以降、彼らは再び地域に住む牧師職に戻った。ドイツ福音主義教会(EKD)の他の州教会と同じ様に、ヴェストファーレン福音主義教会においても当初、女性は婦人と子供向けの宣教活動に限定された牧師補にしかなれなかった。1964年、女性が牧師に任職されることが可能になったが、女性牧師は独身であることが義務づけられていた。女性牧師が男性牧師と同等の地位を得たのは1974年であった。

## 州教会指導部
ヴェストファーレン福音主義教会の最高指導者は州教会総会で選出されるプレゼス(議長)である。プレゼス(議長)の任期は8年で65歳までである。通常、この年齢に達するとプレゼス(議長)職を退職する。プレゼス(議長)は牧師として任職しており、この州教会の霊的、法的な指導者であり、州教会総会議長も兼ねる。
1948年以前は、州教会運営において3人の最高指導者がいた。霊的指導者として総地区長、法務管理部門最高指導者としての宗務局長、州教会総会議長としてのプレゼスの3人であった。
プロイセンにおける福音主義教会の霊的指導者としての総地区長はプロイセン全土では12人いたこともあった。総地区長と呼ばれる霊的指導職は宗教改革後すぐに導入された。その後、この職名が使われなくなったが、1828年になって再導入された。しかしながら、ヴェストファーレンにおいて、霊的指導者としての総地区長が導入されたのは、州教会教憲採択後の1835年だった。
プロイセン王による教会統治(summus episcopus)が終わった1918年以降、ヴェストファーレンでは総地区長、宗務局長、総会議長の３人の最高指導者による教会運営がおこなわれていた。ノルトライン・ヴェストファーレン州設立後の1947年に、3人の最高指導者による教会運営を１人のプレゼス(議長)による形態に移行した上で、ヴェストファーレン福音教会は再出発した。プレゼス(議長)は以前の州教会総会議長職と同じ呼称である。
しかし、その職務内容は全く異なり、州教会総会議長であると同時に、州教会事務部門、州教会全体の霊的指導に関しての最高責任者であり、牧師としても任職されている。

### プレゼス(議長)
1934(1945)年までプレゼス(議長)は教会総会議長の職名であった。戦後になると、プレゼス(議長)は州教会総会議長だけではなく、州教会の霊的指導と事務部門の最高責任者も兼ねることになった。2012年にこの職に初めて女性牧師が選ばれた。
- 1927–1949: カール・コッホ(1934まで州教会総会議長、1934–1945 古プロイセン合同福音主義教会兄弟評議会、古プロイセン告白教会議長、1945–1949ヴェストファーレン福音主義教会プレゼス)
- 1949–1968: エルンスト・ウィルム
- 1969–1977: ハンス・ティーメ
- 1977–1985: ハインリヒ・ライス
- 1985–1996: ハンス＝マルティン・リンネマン
- 1996–2004: マンフレート・ゾルク
- 2004–2012: アルフレート・ブス
- 2012–2023: アネッテ・クーアシュス
- 2025–0000::アーデルハイト・ラック＝シュレーダー

## 州教会総会
州教会総会は地区総会で選出された総会議員で構成されている。総会議員の任期は4年である。州教会総会は議会と同様に教会の立法機関としての機能を有している。総会の議長がプレゼス(議長)であり、1948年以来、州教会の霊的指導者、ビーレフェルトに置かれている事務局(以前の宗務局)の最高責任者でもある。

## 信仰告白
ヴェストファーレン福音主義教会は合同教会であり、ルター派、改革派、合同派の教会共同体によって構成されている。教憲前文第Ⅱ項において、この州教会の信仰告白が規定されている。ヴェストファーレン福音教会に属する全ての教会共同体はキリスト教会の基本信条である使徒信条、ニカイア信条、アタナシオス信条を共通の信仰告白としている。この州教会内ルター派教会共同体(ゲマインデ)において、アウクスブルク信仰告白、アウクスブルク信仰告白の弁証、シュマルカルデン条項、マルティン・ルターの小教理問答、大教理問答が信仰告白として認められている。改革派教会共同体(ゲマインデ)において、ハイデルベルク信仰問答が信仰告白として認められている。合同派教会共同体において、聖書と基本信条、宗教改革によって導入された諸信仰告白が信仰告白として認められている。
州教会内の全ての教会共同体は、バルメン宣言を福音宣教において信仰告白として一致して見なすことを教憲前文Ⅱに明記している。

## 州教会の管理運営

### 州教会常議員会

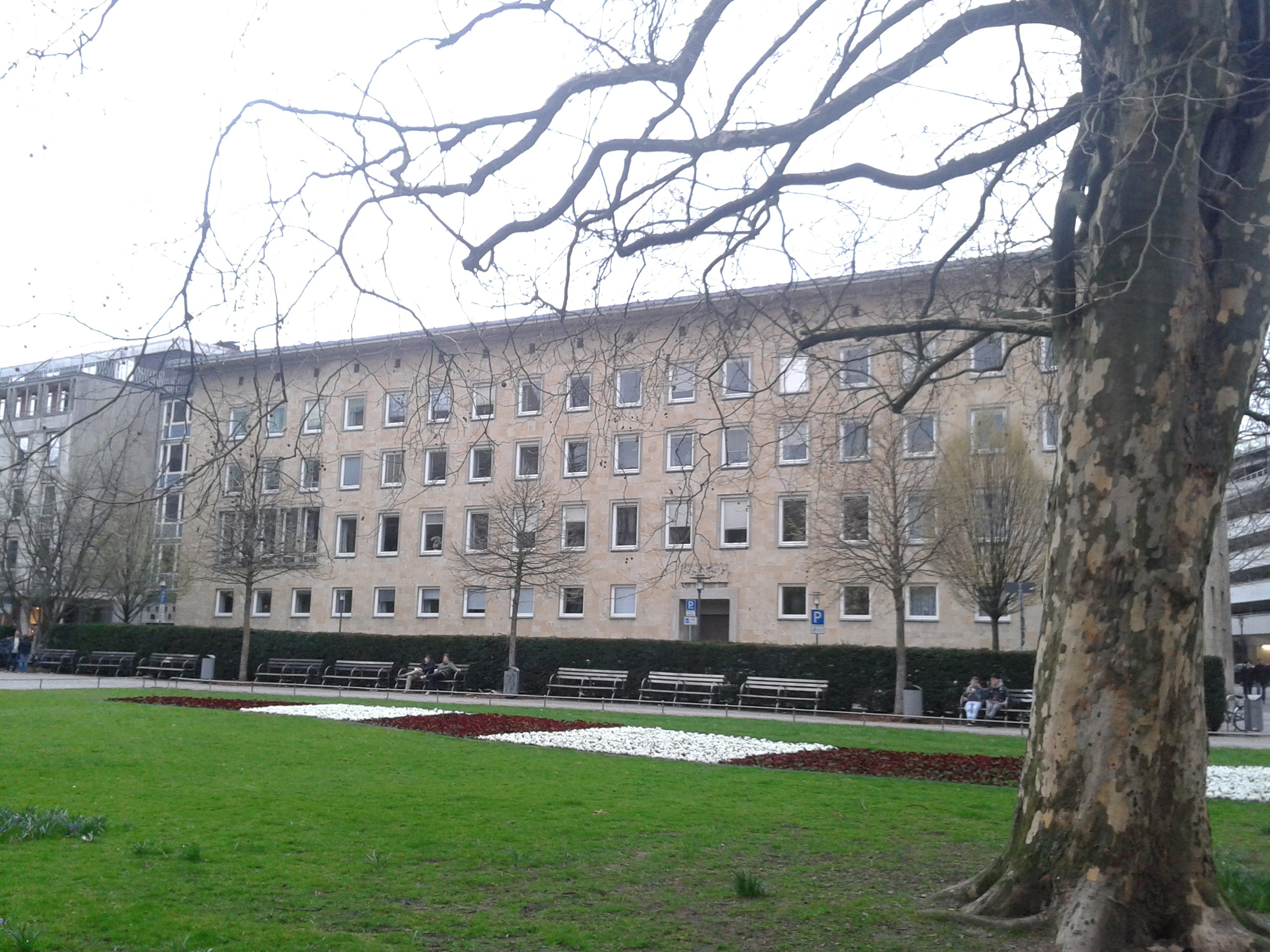
州教会事務局(ビーレフェルト)

プレゼス(議長)は8年の任期で州教会を指導監督していく最高責任者であり、州教会総会議長でもある。プレゼス(議長)と州教会常議員会はビーレフェルト市内にある教会事務局に常駐している。州教会常議員会は17人のメンバーで構成されている。その内の7人が常勤(プレゼス、副議長、各部門責任者としての高等参事官たち) であり、残りの11人の常議員は非常勤であり、普段は教会外の職に就いている。

### 州教会事務局
プレゼス(議長)は州教会事務局の最高責任者でもある。プレゼス(議長)の代理人として、神学担当のアルベルト・ヘンツ副局長(2010年就任)と法務と財務担当のアルネ・クプケ(2016年就任)副局長が選ばれており、その職務を担っている。
州教会事務局はプレゼス(議長)の下で6部局に分かれ、260人のスタッフが働いている。
州教会事務局と呼ばれている部局は教会運営における日常業務を担っている。２人の副局長と部局長たちがプレゼス(議長)の下で事務局指導部に属している

## 組織構造
ヴェストファーレン福音主義教会は次のような組織になっている。
基底組織として教会共同体(Kirchengemeinde)が地域社会の中にある。教会共同体は公法上の社団として存在し、長老会がその指導を担っている。長老会には男女の信徒長老と牧師が属している。
複数の教会共同体がまとまり、教会教区(Kirchenkreis)を形成している。教会地区は州教会３層構造の中間にあり、ドイツの地方行政区としては郡に相当する。教会地区の最高責任者は地区長である。教会地区も同様に公法上の社団であり、意思決定機関として地区総会を持つ。地区総会を構成するのは教会共同体から選出された長老たちと地区総会議長団である。
教会地区が集まって州教会(Landeskirche)を形成する。州教会は行政組織としての州に相当する。教会地区と州教会の間に行政管区に相当する教区、管区等を置く州教会もあるが、ヴェストファーレン福音教会はそのような組織を置いていない。

### 28教会地区
- アレンブルク教会地区
- ビーレフェルト教会地区（ドイツ語版）
- ボーフム教会地区
- ドルトムント教会地区
- ゲルゼンキルヘン教会地区
- グラートベック教会地区
- ギュータースロー教会地区（ドイツ語版）
- ハーゲン教会地区
- ハレ (ヴェストファーレン)教会地区（ドイツ語版）
- ハム教会地区
- ハッティンゲン＝ヴィッテン教会地区（ドイツ語版）
- ヘルフォルト教会地区（ドイツ語版）
- ヘルネ教会地区（ドイツ語版）
- イーザーローン教会地区
- リュベッケ教会地区（ドイツ語版）
- リューデンシャイト‐プレッテンベルク教会地区
- ミンデン教会地区（ドイツ語版）
- ミュンスター教会地区
- パーダーボルン教会地区（ドイツ語版）
- レックリングハウゼン教会地区
- シュヴェルム教会地区
- ジーゲン教会地区
- ゾースト教会地区（ドイツ語版）
- シュタインフルト‐コースフェルト‐ボルケン教会地区（ドイツ語版）
- テクレンブルク教会地区
- ウンナ教会地区（ドイツ語版）
- フロートー教会地区（ドイツ語版）
- ヴィトゲンシュタイン (バート・ベルレブルク)教会地区

### 教会共同体
26教会地区(Kirchenkreis)には442の教会共同体(Kirchengemeinde)が含まれている(2013年12月末現在)。その数はこの州教会設立時から減少し続けている。州教会設立の翌年、一時的に教会共同体数が620以上になった。ヴェストファーレンの都市群に人口流入があった結果、教会共同体数が増えたのである。この人口流入は旧ドイツ東部領土におけるドイツ人追放による結果であり、宣教活動によるものではなかった。最近、教会共同体の統合がおこなわれているため、教会共同体数は減少し続けている。

## 州教会会館
ドルトムントに州教会会館があり、ヴェストファーレン福音主義教会関係の諸会議が開催され、州教会関連団体の事務局が置かれている。

## ヴェストファーレン福音主義教会礼拝式文
ヴェストファーレン福音主義教会基本礼拝式文Ⅰである。福音主義教会の伝統的礼拝式文に準拠しており、式次第の大半はルター派礼拝式文に従った形式である。

### 聖餐式を含まない礼拝式文

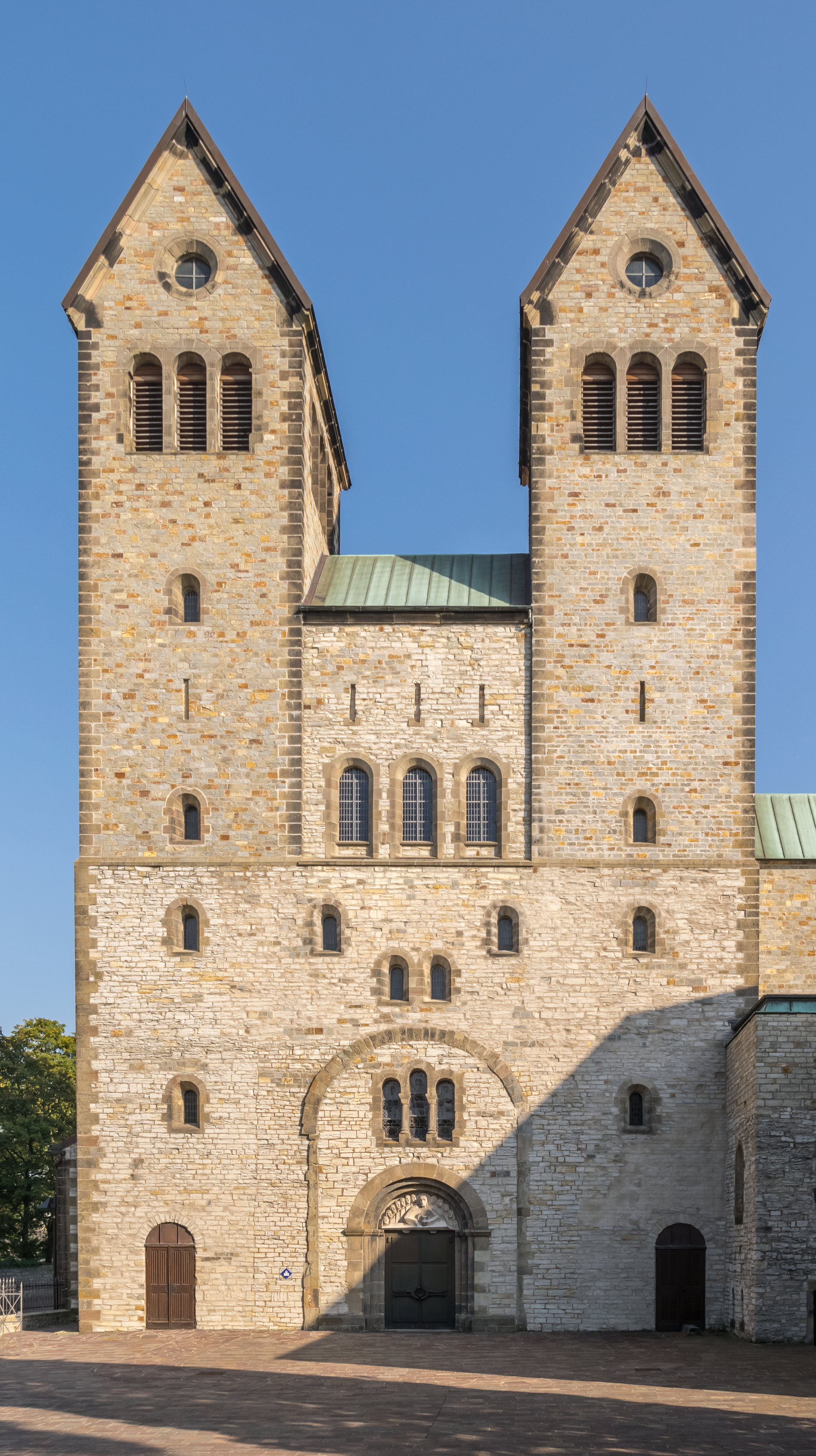
アプディングホーフ教会
(パーダーボルン)

【礼拝開始と祈り】
- 鐘楼で鐘を鳴らす
- オルガン前奏曲
- 初めの讃美歌
- 礼拝開始の挨拶
司式者/父と子と聖霊のみ名によって。
会衆/アーメン。
司式者/われらの救いは主の御名にあり。
会衆/主は天と地を創造された。
あるいは：主イエス・キリストの恵みと神の愛、聖霊の協働が汝らすべてと共にあるように
会衆/御霊と共におられるように
あるいは：司式者/主が汝らと共にいまさんことを！
会衆/御霊と共におられるように。

- 礼拝準備祈祷(罪の告白)
 1.(ヴェストファーレン州教会讃美歌集EG Nr. 810)
 司式者/我らは神の言葉を互いに聞くために、ここに集い、
善き賜物を受けて、我らは神に向かう。
神を前にして、我らが神の御前から離れたことを認め、告白する。
それゆえ、我らにおいて憐れみを願い給う。
司式者/会衆/全能なる神よ、我らを憐れみ給え。
神は我らの罪を赦し、永遠の生命に導き給う。アーメン。
 2.(ヴェストファーレン州教会讃美歌集EG Nr. 811)
 司式者/我らは神の言葉を互いに聞くために、ここに集い、
祈りと賛美において神を呼び求めるため、
我らは思い、語り、行為において罪を犯したことを、神を前にして、認めます。
自分たちの能力で、我らは自由になり得ません。
それゆえ、我らはキリストに目を向け、祈ります。神は我ら罪びとに慈しみ深い。
司式者/会衆/全能なる神よ、我らを憐れみ給え。神は我らの罪を赦し、永遠の生命に導き給う。アーメン。
司式者/慈しみ深き神よ、我らを憐れみ給え。我らのために、イエス・キリストは亡くなられた。
イエス・キリストによって、神は我らを赦し、我らを彼の弟子にする。
神を信じ、洗礼を受ける者は、天国の救いを受ける。神は我らすべてにこの恵みを与え給える。
会衆/アーメン。
3.(ヴェストファーレン州教会讃美歌集EG Nr. 812)
 司式者/兄弟、姉妹たちの前で、私は思い、言葉、行動において罪を犯したことを、全能なる神に告白する。
それゆえ、あなたたち兄弟姉妹たちに求め願う。我らの主である神に私の罪に関して祈ることを願う。
会衆/全能なる神は汝を憐れみ、汝の罪を赦し、汝を永遠の生命に導き給う。司式者/アーメン。
会衆/我らは思い、言葉、行動において罪を犯したことを、全能なる神に告白する。
それゆえ、我らの主である神にわたしたちについて祈るように願う
司式者 /全能の神よ。汝らを憐れみ給え。神は汝らの罪を赦し、永遠の生命に導き給う。
会衆/アーメン。
司式者 /全能なる神、情け深き神は、我らの罪を赦し給う
会衆/アーメン。

- 詩編朗読：
司式者/詩編日課朗読
- グロリア・パトリ(栄唱) 
司式者・会衆/父と子と聖霊に栄光あれ、はじめも今も後も、とこしえに。アーメン(歌唱)　
通常はEG Nr. 177の曲で歌う。日本では讃美歌2125番に収録。
- 歎願(キリエ)
司式者/Kyrie eleison(主よ、憐れみたまえ)
会衆/主よ、憐れみたまえ。
司式者/Christe eleison(キリストよ、憐れみたまえ)
会衆/キリストよ、憐れみたまえ。
司式者/ Kyrie eleison(主よ、憐れみたまえ)
会衆/主よ、憐れみたまえ。
州教会讃美歌集EG 178,1-14、日本では讃美歌2130-35番に収録
- 賛美(グロリア) 
司式者/いと高きところに栄光、神にあれ、
会衆/地には平和、御心に適う人にあれ。
- 讃美歌/ Allein Gott in der Höh sei Ehr (EG Nr. 179, 1)、日本では(讃美歌21)37番に収録
- 主日の祈祷
- 沈黙祈祷

【宣教と信仰告白】
- 信徒聖書朗読/聖書日課(旧約聖書、使徒書)朗読
司式者/これは聖書の言葉。
会衆/神に賛美と感謝！(歌唱)
- 聖書日課個所(福音書)朗読
司式者/我らの主、イエス・キリストの福音。
会衆/汝、キリストに賛美！(歌唱)
- ハレルヤ唱(受難節にはアーメンのみ)
会衆/ハレルヤ、ハレルヤ、ハレルヤ(州教会讃美歌集Nr.EG 181,1-8;182)
あるいは：会衆/アーメン。
あるいは：沈黙祈祷
あるいは：音楽演奏
- 信仰告白　通常、使徒信条を用いる。
司式者/我らの信仰告白でもって、神を賛美せん。
会衆/われは天地の創造主、全能の父、神を信ず。
神のひとり子、我らの主イエス・キリストを信ず。聖霊により宿り、おとめマリアより生まれ、
ポンテオ・ピラトの下で苦しみを受け、十字架につけられ、死後葬られ、死の国に下られ、三日目に死者からよみがえり、
天に昇られ、全能の父である神の右に座したもう。そこから来られて生ける者と死にたる者を裁きたもう。
我は聖霊を信ず。聖なるキリスト教会、聖徒の結びつき、罪の赦し、死者のよみがえり、永遠のいのちを信ず。
アーメン。
- 主日説教讃美歌
- 牧師/ 説教
- 賛美歌、あるいはオルガン独奏
- 牧師/説教後の祈祷、告示(教会員消息報告、教会行事報告、案内)
- 賛美歌(席上献金)
- 牧師/とりなしの祈り(会衆は起立する)

【派遣】
- 主の祈り 
 会衆/天の父よ。
汝の名が讃えられますように。
汝の国が来ますように。
御心が天と同じくこの地においても成されることを。
我らの日々のパンを今日も与え給え。
我らに罪を犯す者たちを我らが赦すように、
我らの罪も赦し給え。
我らを試みに会わせず、悪から救い給え。
国と、力と栄光も永遠に汝のものなり。アーメン。
- 派遣の言葉
牧師/主の平安のうちに行きましょう！
会衆/神に感謝、永遠に！
- 祝祷
牧師/主があなたを祝福し、あなたを守られるように。
主が御顔をあなたに向けて、あなたを照らして、あなたに恵みを与えられるように。
主があなたに御顔を上げられ、平安を賜りますように！
会衆/アーメン
- オルガン後奏

### 聖餐礼拝式文

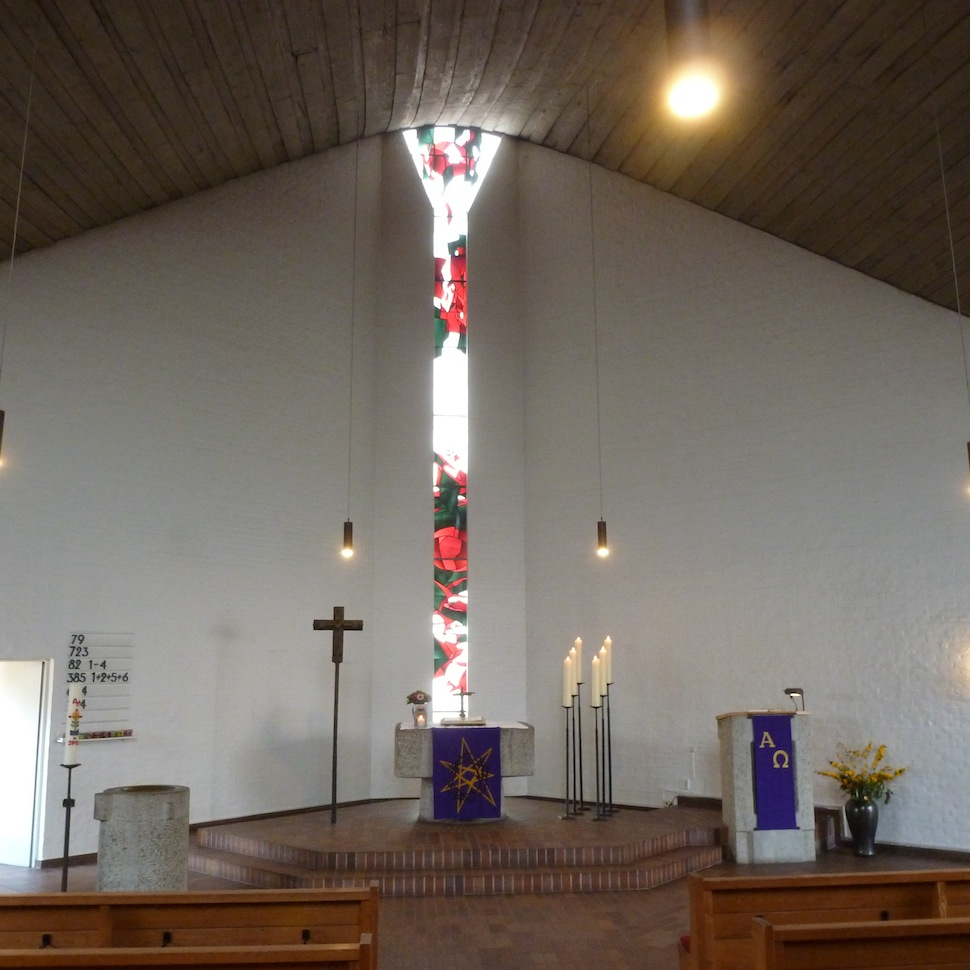
マルティン・ルター教会
(ミュンスター)礼拝堂祭壇

【礼拝開始と祈り】
- 鐘楼で鐘を鳴らす
- オルガン前奏曲
- 初めの讃美歌
- 礼拝開始の挨拶
司式者/父と子と聖霊のみ名によって。
会衆/アーメン。
司式者/われらの救いは主の御名にあり。
会衆/主は天と地を創造された。
あるいは：主イエス・キリストの恵みと神の愛、聖霊の協働が汝らすべてと共にあるように
会衆/御霊と共におられるように
あるいは：司式者/主が汝らと共にいまさんことを！
会衆/御霊と共におられるように。

- 礼拝準備祈祷(罪の告白) 
1.(ヴェストファーレン州教会讃美歌集EG Nr. 810)
 司式者/我らは神の言葉を互いに聞くために、ここに集い、
善き賜物を受けて、我らは神に向かう。
神を前にして、我らが神の御前から離れたことを認め、告白する。
それゆえ、我らにおいて憐れみを願い給う。
司式者/会衆/全能なる神よ、我らを憐れみ給え。
神は我らの罪を赦し、永遠の生命に導き給う。アーメン。
 2.(ヴェストファーレン州教会讃美歌集EG Nr. 811)
 司式者/我らは神の言葉を互いに聞くために、ここに集い、
祈りと賛美において神を呼び求めるため、
我らは思い、語り、行為において罪を犯したことを、神を前にして、認めます。
自分たちの能力で、我らは自由になり得ません。
それゆえ、我らはキリストに目を向け、祈ります。神は我ら罪びとに慈しみ深い。
司式者/会衆/全能なる神よ、我らを憐れみ給え。神は我らの罪を赦し、永遠の生命に導き給う。アーメン。
司式者/慈しみ深き神よ、我らを憐れみ給え。我らのために、イエス・キリストは亡くなられた。
イエス・キリストによって、神は我らを赦し、我らを彼の弟子にする。
神を信じ、洗礼を受ける者は、天国の救いを受ける。神は我らすべてにこの恵みを与え給える。
会衆/アーメン。
3.(ヴェストファーレン州教会讃美歌集EG Nr. 812)
 司式者/兄弟、姉妹たちの前で、私は思い、言葉、行動において罪を犯したことを、全能なる神に告白する。
それゆえ、あなたたち兄弟姉妹たちに求め願う。我らの主である神に私の罪に関して祈ることを願う。
会衆/全能なる神は汝を憐れみ、汝の罪を赦し、汝を永遠の生命に導き給う。司式者/アーメン。
会衆/我らは思い、言葉、行動において罪を犯したことを、全能なる神に告白する。
それゆえ、我らの主である神にわたしたちについて祈るように願う
司式者 /全能の神よ。汝らを憐れみ給え。神は汝らの罪を赦し、永遠の生命に導き給う。
会衆/アーメン。
司式者 /全能なる神、情け深き神は、我らの罪を赦し給う
会衆/アーメン。

- 詩編朗読：　 
司式者/詩編日課朗読
- グロリア・パトリ(栄唱) 
司式者・会衆/父と子と聖霊に栄光あれ、はじめも今も後も、とこしえに。アーメン(歌唱)　
通常はEG Nr. 177の曲で歌う。日本では(讃美歌21)25番に収録。
- 歎願(キリエ)
司式者/Kyrie eleison(主よ、憐れみたまえ)
会衆/主よ、憐れみたまえ。
司式者/Christe eleison(キリストよ、憐れみたまえ)
会衆/キリストよ、憐れみたまえ。
司式者/ Kyrie eleison(主よ、憐れみたまえ)
会衆/主よ、憐れみたまえ。
州教会讃美歌集EG 178,1-14、日本では(讃美歌21)30-35番に収録
- 賛美(グロリア) 
司式者/いと高きところに栄光、神にあれ、
会衆/地には平和、御心に適う人にあれ。
- 讃美歌/ Allein Gott in der Höh sei Ehr (EG Nr. 179, 1)、日本では(讃美歌21)37番に収録
- 主日の祈祷
- 沈黙祈祷

【宣教と信仰告白】
- 信徒聖書朗読/聖書日課(旧約聖書、使徒書)朗読
司式者/これは聖書の言葉。
会衆/神に賛美と感謝！(歌唱)
- 聖書日課個所(福音書)朗読
司式者/我らの主、イエス・キリストの福音。
会衆/汝、キリストに賛美！(歌唱)
- ハレルヤ唱(受難節にはアーメンのみ)
会衆/ハレルヤ、ハレルヤ、ハレルヤ(州教会讃美歌集Nr.EG 181,1-8;182)
あるいは：会衆/アーメン。
あるいは：沈黙祈祷
あるいは：音楽演奏
- 信仰告白　通常、使徒信条を用いる。
司式者/我らの信仰告白でもって、神を賛美せん。
会衆/われは天地の創造主、全能の父、神を信ず。
神のひとり子、我らの主イエス・キリストを信ず。聖霊により宿り、おとめマリアより生まれ、
ポンテオ・ピラトの下で苦しみを受け、十字架につけられ、死後葬られ、死の国に下られ、三日目に死者からよみがえり、
天に昇られ、全能の父である神の右に座したもう。そこから来られて生ける者と死にたる者を裁きたもう。
我は聖霊を信ず。聖なるキリスト教会、聖徒の結びつき、罪の赦し、死者のよみがえり、永遠のいのちを信ず。
アーメン。
- 主日説教讃美歌
- 牧師/ 説教
- 賛美歌、あるいはオルガン独奏
- 牧師/説教後の祈祷、告示(教会員消息報告、教会行事報告、案内)
- 賛美歌(席上献金)
- 牧師/とりなしの祈り(会衆は起立する)

【 聖餐　】
- (司式者も会衆も歌唱)
司式者/主の平安があなたたちと共にありますように
会衆/聖霊も共おられるように
司式者/心を高みに向けましょう
会衆/主に向かい心を高めます
司式者/主なる神に感謝を捧げましょう
会衆/感謝はふさわしく、正しいことです
- 感謝祈願(司式者)
- サンクトゥス
会衆/聖なる、聖なる、聖なる万軍の主。
主の栄光は天と地に満つ。天にはホーサーナ。
主の御名によって来られる方を讃えよ。天にはホーサーナ。
州教会讃美歌集Nr.EG 185,1-5、日本では(讃美歌21)37番に収録
- 制定の言葉
 司式者/私たちの主イエス・キリストは苦しみを受ける前夜、パンを取り、感謝しこれを裂き、弟子たちに与えて言われました。
「取って食べなさい、これはあなた方のための私のからだである。私の記念のためこれをおこないなさい」
 食事の後、杯を同じ様にして弟子たちに言われました。
「取って、飲みなさい。これは罪の赦しのため、あなたがたのために流す私の血における新しい契約である。
私の記念のためこれをおこないなさい」
- 賛美の呼びかけ
司式者/信仰の神秘は偉大なり。
主なる汝の死を、我らは宣べ伝える。
会衆/我らは主の復活を賛美する、主が栄光に満ちて来られるまで
- 主の祈り 
 会衆/天の父よ。
汝の名が讃えられますように。
汝の国が来ますように。
御心が天と同じくこの地においても成されることを。
我らの日々のパンを今日も与え給え。
我らに罪を犯す者たちを我らが赦すように、
我らの罪も赦し給え。
我らを試みに会わせず、悪から救い給え。
国と、力と栄光も永遠に汝のものなり。アーメン。
- 平和の祈り
 司式者/主の平和が汝らと共にあるように。
他者に敵対する者が存在しないように。
キリストが汝らを受け入れ罪を赦したように、
他者に心を閉ざすことのないように。
あるいは：
司式者/主の平和が汝らと共にあるように
会衆/主と共に平和があるように
- 平和の挨拶
 司式者/互いに、平和と和解のしるしを示しましょう。
会衆/隣席の者と挨拶や握手をおこなう。
- アグヌス・デイ(神の子羊) 
会衆(歌唱)/世の罪を取り除く神の子羊、キリストよ。我らを憐れみ給え。
世の罪を取り除く神の子羊、キリストよ。我らを憐れみ給え。
世の罪を取り除く神の子羊、キリストよ。平和を与え給え。アーメン。
州教会讃美歌集Nr.EG 190,1-2、日本では(讃美歌21)86、87番に収録
- 聖餐への招き、配餐
- 感謝祈祷
司式者/主があなたたちと共におられるように。
会衆/あなたの霊と共におられるように。
司式者/ 主に感謝せよ、主は慈しみ深い。
会衆/主の恵みは永久に絶えることが無い、ハレルヤ (司式者、会衆共に歌唱)
- 感謝の賛美歌

【派遣】
- 派遣の言葉
牧師/主の平安のうちに行きましょう！
会衆/神に感謝、永遠に！
- 祝祷
牧師/主があなたを祝福し、あなたを守られるように。
主が御顔をあなたに向けて、あなたを照らして、あなたに恵みを与えられるように。
主があなたに御顔を上げられ、平安を賜りますように！
会衆/アーメン
- オルガン後奏

## 讃美歌集
ヴェストファーレンの福音主義教会では数世紀の間、以下の讃美歌集を使用してきた。
- Evangelisches Gesang-Buch. Herausgegeben nach den Beschlüssen der Synoden von Jülich, Cleve, Berg und von der Grafschaft Mark, Elberfeld 1834.
- Christliches Gesangbuch für die evangelischen Gemeinden des Fürstentums Minden und der Grafschaft Ravensberg. Gütersloh vor 1900.
- Evangelisches Gesangbuch für Rheinland und Westfalen. Dortmund 1883.
- Evangelisches Gesangbuch für Rheinland und Westfalen (mit dem Stammteil „Lieder des Deutschen Evangelischen Gesangbuches nach den Beschlüssen des Deutschen Evang. Kirchenausschusses“). Dortmund 1929.
- Evangelisches Kirchengesangbuch, Ausgabe für die Landeskirchen Rheinland, Westfalen und Lippe. Bielefeld u. a. 1969.
- Evangelisches Gesangbuch, Ausgabe für die Evangelische Kirche im Rheinland, die Evangelische Kirche von Westfalen, die Lippische Landeskirche, in Gemeinschaft mit der Evangelisch-reformierten Kirche (Synode evangelisch-reformierter Kirchen in Bayern und Nordwestdeutschland), in Gebrauch auch in den evangelischen Kirchen im Großherzogtum Luxemburg. Gütersloh/Bielefeld/Neukirchen-Vluyn 1996.

### 教憲資料
- Kirchen-Ordnung für die evangelischen Gemeinden der Provinz Westphalen und der Rheinprovinz vom 5. März 1835, mit den für die Rheinprovinz geltenden Zusätzen, Abänderungen, Verordnungen etc. Bertelsmann, Gütersloh 1865 (Digitalisat).
- Kirchenordnung für die evangelischen Gemeinden der Provinz Westfalen und der Rheinprovinz vom 5. März 1835. 4., vermehrte und verbesserte Aufl. Marcus, Bonn 1878 (Digitalisat).

### 州教会関連図書
- Bernd Hey: Die Kirchenprovinz Westfalen 1933–1945. Luther-Verlag, Bielefeld 1974, ISBN 3-7858-0199-8.
- Hertha Köhne: Die Entstehung der westfälischen Kirchenprovinz. Luther-Verlag, Witten 1974, ISBN 3-7858-0185-8.
- Wilhelm Heinrich Neuser: Evangelische Kirchengeschichte Westfalens im Grundriß. Luther-Verlag, Bielefeld 2002, ISBN 3-7858-0443-1.